# Project Siren
A Project Siren egy videójáték-fejlesztő csapat, amely a SCE Japan Studio részeként működik. Elsősorban a Siren túlélőhorror sorozatukról ismert. A csapatot Tojama Keiicsiró videójáték-tervező és rendező alapította.

## Videójátékai
| Cím                     | Megjelenés | Platform         |
| ----------------------- | ---------- | ---------------- |
| Siren                   | 2003       | PlayStation 2    |
| Forbidden Siren 2       | 2006       | PlayStation 2    |
| Siren: Blood Curse      | 2008       | PlayStation 3    |
| Gravity Rush            | 2012       | PlayStation Vita |
| Gravity Rush Remastered | 2015       | PlayStation 4    |
| Gravity Rush 2          | 2016       | PlayStation 4    |